# (31680) Josephuitt
1999 JK19 (asteroide 31680) é um asteroide da cintura principal. Possui uma excentricidade de 0.10561950 e uma inclinação de 8.39038º.
Este asteroide foi descoberto no dia 10 de maio de 1999 por LINEAR em Socorro.